# جولیا زیرنشتاین
جولیا زیرنشتاین (انگلیسی: Julia Zirnstein؛ زادهٔ ۱۳ ژانویهٔ ۱۹۹۰) بازیکن فوتبال اهل آلمان است.
از باشگاه‌هایی که در آن بازی کرده‌است می‌توان به اس‌سی سند و باشگاه فوتبال زنان فرایبورگ اشاره کرد.